# Somewhere Else Before
Somewhere Else Before est un album du Esbjörn Svensson Trio.

## Description
Somewhere Else Before est une compilation comprenant uniquement des morceaux des albums From Gagarin's Point of View et Good Morning Susie Soho. L’album était destiné à faire connaître le trio suédois au public américain.

## Personnel
- Esbjörn Svensson - Piano
- Magnus Öström - Batterie
- Dan Berglund - Basse

## Liste des pistes
Toutes les compositions sont du Esbjörn Svensson Trio.
1. Somewhere Else Before (5 min 34 s)
2. Dodge The Dodo (5 min 24 s)
3. From Gagarin’s Point of View (4 min 3 s)
4. The Return of Mohammed (6 min 28 s)
5. The Face of Love (6 min 51 s)
6. Pavanne (Thoughts Of A Septuagenarian) (3 min 43 s)
7. The Wraith (9 min 20 s)
8. The Chapel (4 min 12 s)
9. In The Face Of Day (6 min 49 s)
10. Spam-Boo-Limbo (5 min 36 s)
11. Dark Water (4 min 44 s)